# روبي بريدجز
روبي نل بريدجز هول (Ruby Nell Bridges Hall، ولدت في 8 سبتمبر 1954) هي ناشطة أمريكية اشتهرت لكونها أول طفل أسود يلغي سياسة الفصل في مدرسة ويليام فرانتز الابتدائية، التي كانت للبيض فقط. وكان ذلك أثناء أزمة إنهاء الفصل في مدارس نيو أورلينز في عام 1960.

## بداية حياتها
ولدت روبي بريدجز في تايلرتاون، ميسيسيبي، لإيبون ولوسيل بريدجز. عندما كانت في الرابعة من عمرها، انتقلت أسرتها إلى نيو أورلينز، لويزيانا. في عام 1960 عندما كانت في عمر السادسة، استجاب والداها استجاب لطلب من الجمعية الوطنية للنهوض بالملونين (NAACP) وتطوعا بأن تشارك في مشروع إدماج الملونين في نظام مدارس نيو أورلينز، على الرغم من تردد والدها.

## الاندماج
في ربيع عام 1960، كانت بريدجز واحدة من ستة أطفال في نيو أورلينز اجتازوا الاختبار الذي كان يخولهم القبول في مدارس للبيض فقط. قرر اثنان من الستة البقاء في مدرستهما القديمة، وذهبت بريدجز وحدها إلى مدرستها الجديدة، في ما انتقل الثلاثة المتبقون إلى مدرسة ماكدونو رقم 19، فيما أصبح يطلق عليهم اسم «ثلاثي ماكدونو».

مبنى مدرسة وليام فرانتز الابتدائية في عام 2010

كان والد روبي مترددا في البداية، ولكن والدتها شعرت بقوة بأن هذه الخطوة كانت مهمة ليس فقط لإعطاء ابنتها تعليما أفضل، ولكن إلى «اتخاذ هذه الخطوة إلى الأمام... لجميع الأطفال الأمريكيين الأفارقة.» أقنعت والدتها والدها أخيرا بالسماح لها الذهاب إلى المدرسة.

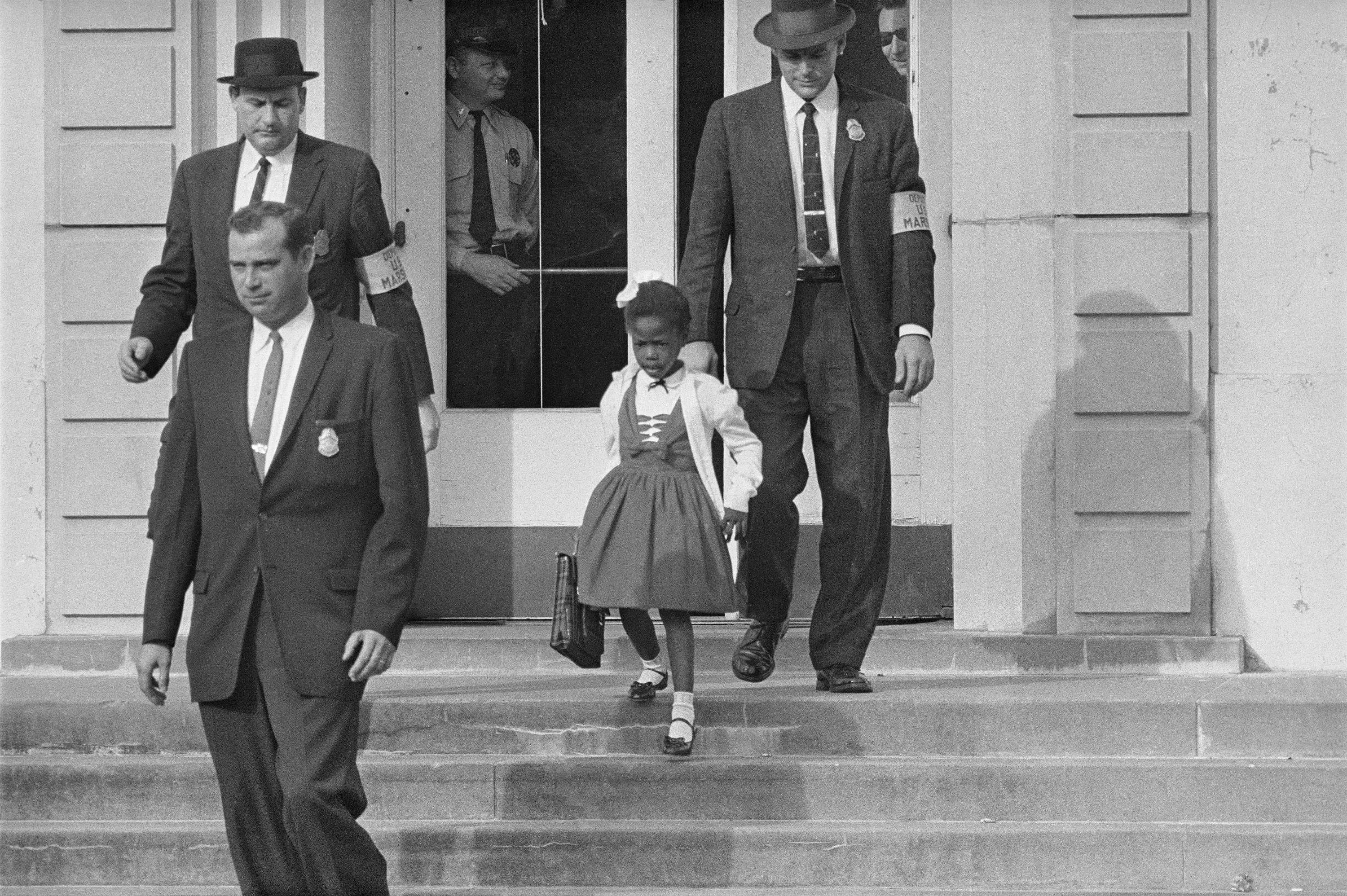
اصطحب المارشالز بريدجز من وإلى المدرسة

حالما دخلت بريدجز المدرسة، سحب آباء بيض أطفالهم منها. رفض جميع المعلمين التدريس إن كان هناك طفل أسود مسجل. وافق شخص واحد فقط وافق على تعليم روبي وكان اسمها باربارا هنزي من بوسطن، ماساتشوستس، التي ظلت تدرسها وحدها لأكثر من سنة «كما لو كانت تدرس صفا كاملا.»

## أعمالها
- Bridges Hall, Ruby. Through My Eyes, Scholastic Press, 1999. (ISBN 0-590-18923-9)

## وصلات خارجية
- مؤسسة روبي بريدجز
- هذه هي المشكلة التي نعيش معها جميعا
- أحذية روبي في Songfacts.com
- روبي بريدجز (1998 فيلم تلفزيوني)